# Свештеникова супруга
Свештеникова супруга (енгл. The Preacher's Wife) је филм из 1996. који је режирала Пени Маршал, главне улоге играју: Дензел Вошингтон и Витни Хјустон. Овај филм је римејк филма Бискупова жена из 1947. године.

## Радња
Велечасни Хенри Бигс из сиромашне њујоршке баптистичке цркве је очајан: програмер Џо Хамилтон га притиска да прода црквену имовину. Хенријева супруга Џулија и син Џеремаја лишени су његове пажње. Сам Хамилтон почиње да губи веру и обраћа се Богу за помоћ у молитвама. Појављује се духовити анђео Дадли.
Уочи Божића свештеник има све више невоља. Његова породица ових дана проводи много времена са Дадлијем. Џулијина мајка Маргерита сумња да ће Дадли уништити породицу њене ћерке. И сам анђео је почео да примећује да се заљубљује у Џулију. Након продаје имовине цркве, Хенри постаје пажљивији према својој породици, поново проналази веру. Дадли брише из сећања присуство у породици Бигс и нестаје.

## Улоге
| Глумац                      | Улога                |
| --------------------------- | -------------------- |
| Дензел Вошингтон            | Дадли                |
| Витни Хјустон               | Џулија Бигс          |
| Кортни Б. Венс              | Велечасни Хенри Бигс |
| Грегори Хајнс               | Џо Хамилтон          |
| Џенифер Луис                | Маргерита Колман     |
| Лорета Девин                | Беверли              |
| Џастин Пјер Едмунд          | Џеремаја Бигс        |
| Лајонел Ричи                | Бристол              |
| Пол Бејтс                   | Сол Џефриз           |
| Лекс Монсон                 | Озберт               |
| Дарвел Дејвис млађи         | Хаким                |
| Вилијам Џејмс Стигерс млађи | Били Елдриџ          |
| Марсела Маури               | Ана Елдриџ           |
| Сиси Хјустон                | гђица Хавергал       |
| Арон А. Маконохеј           | тинејџер             |

## Зарада
- Зарада у САД - 48.102.795 $